# Metastenus
Metastenus is een geslacht van vliesvleugeligen uit de familie Pteromalidae. De wetenschappelijke naam van dit geslacht is voor het eerst geldig gepubliceerd in 1834 door Walker.

## Soorten
Het geslacht Metastenus omvat de volgende soorten:
- Metastenus caliginosus Szelényi, 1981
- Metastenus concinnus Walker, 1834
- Metastenus indicus Sureshan & Narendran, 2002
- Metastenus sulcatus (Dodd, 1915)
- Metastenus townsendi (Ashmead, 1904)